# Leksandsbron

Leksandsbron är en av de tre broar över Österdalälven som förenar Leksands två sidor, Åkerö och Noret. Den färdigställdes 21 juli 1925, och ersatte då en äldre flottbro uppförd på 1670-talet strax öster bron. Då var Leksandsbron den enda vägbron över Österdalälven i Leksand, och var en del av Rikstolvan. År 1985 byggdes ytterligare en bro 600 m längre österut, som ingår i Riksväg 70. Leksandsbron har efter det bara lokal betydelse.
På 1990-talet breddades bron för att ge större utrymme för fotgängare och cyklister.
Sommaren 2009 stängdes bron för biltrafik efter att ett kraftigt regnoväder spolat bort delar av det ena brofästet. Bron kunde efter några dagar öppnas för trafik igen.